# Psychoda paraguadens
Psychoda paraguadens är en tvåvingeart som beskrevs av Quate 1967. Psychoda paraguadens ingår i släktet Psychoda och familjen fjärilsmyggor. Inga underarter finns listade i Catalogue of Life.